# Макарий (ручей)
Макарий (Макарик, Макарий Колодезь) — ручей в Воронежской области России, приток реки Усмань. Длина 10 км, площадь водосбора 39,8 км².
В верхнем течении ручья и его притоков создана система гидротехнических сооружений, которые образуют несколько больших и множество малых прудов. Водоемы используются для орошения, рыбоводства, а также для спорта и отдыха.

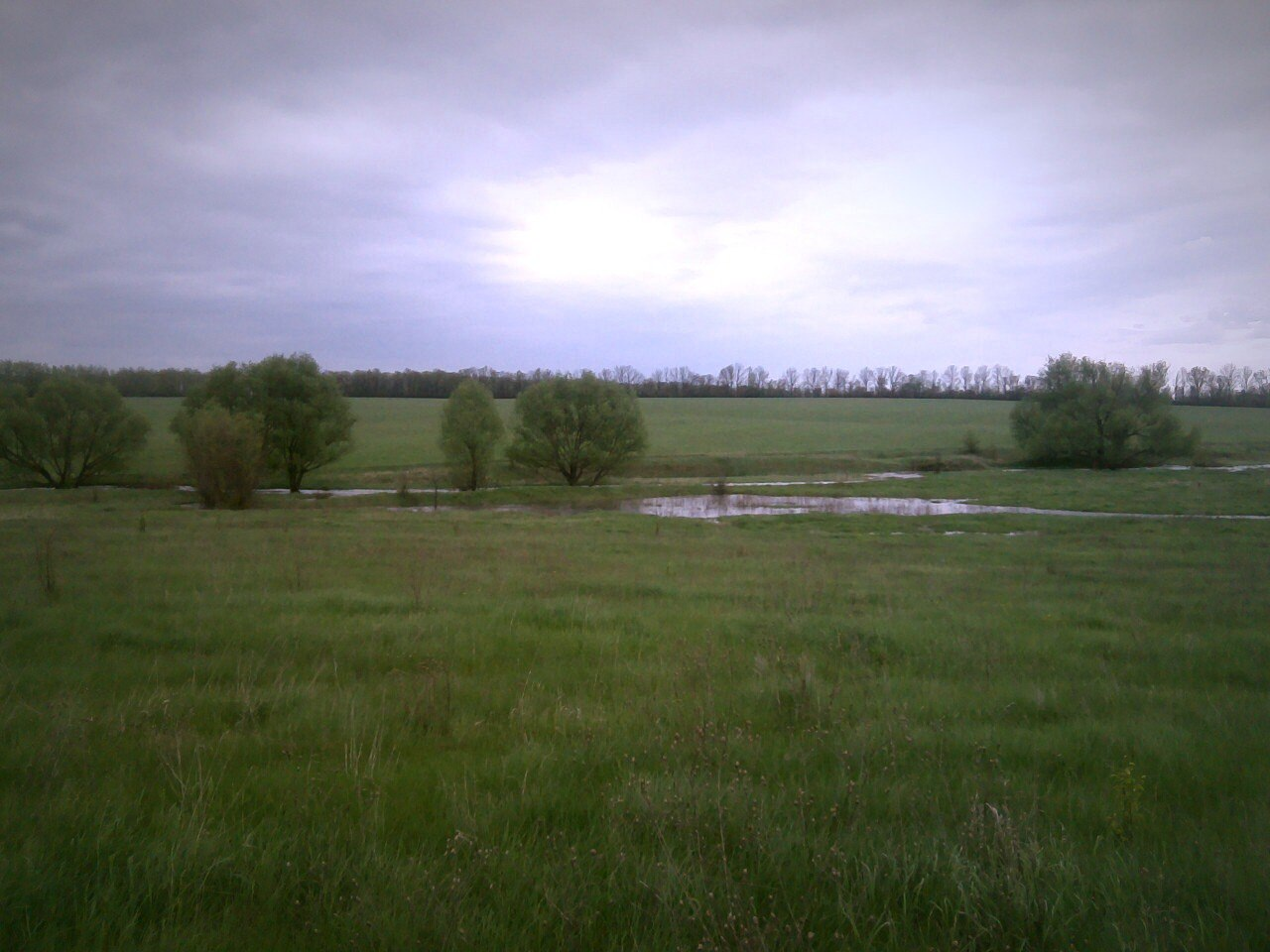
Весенний разлив Макарьевского ручья

Ручей течёт на запад. Ниже села Макарье выходит в пойму Усмани. По берегам ручья в верхнем и среднем течении имеются карстовые воронки. Впадает в Усмань напротив села Орлово.

## Населённые пункты
- Орлово[3]
- Макарье[3]
- Трудовое[3]
- Андреевка[3]